# Lawrence Lewis

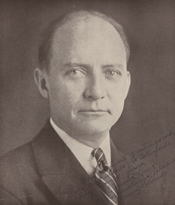
Lawrence Lewis

Lawrence Lewis (* 22. Juni 1879 in St. Louis, Missouri; † 9. Dezember 1943 in Washington, D.C.) war ein US-amerikanischer Politiker. Zwischen 1933 und 1943 vertrat er den ersten Wahlbezirk des Bundesstaates Colorado im US-Repräsentantenhaus.

## Werdegang
Lawrence Lewis besuchte die öffentlichen Schulen in Evanston (Illinois) sowie in Cambridge (Massachusetts) und Pueblo (Colorado). Außerdem studierte er sowohl an der University of Colorado als auch an der Harvard University. Dort machte er im Jahr 1901 seinen Abschluss. Zwischen 1901 und 1906 war Lewis in Denver und Pueblo im Zeitungsgeschäft tätig, ehe er nach Harvard zurückkehrte, um Jura zu studieren.
Nach seiner im Jahr 1909 erfolgten Zulassung als Rechtsanwalt begann Lewis in Denver in seinem neuen Beruf zu arbeiten. Politisch war er Mitglied der Demokratischen Partei. Zwischen 1917 und 1918 saß er in der Dienstleistungskommission des Staates Colorado (Colorado Civil Service Commission). In der Endphase des Ersten Weltkrieges war er Soldat der US Army. Zwischen Oktober und Dezember 1918 absolvierte er eine Offiziersausbildung in der Armee.
Im Jahr 1930 kandidierte Lewis erfolglos für das US-Repräsentantenhaus. Zwei Jahre später wurde er im ersten Distrikt von Colorado als Abgeordneter in den Kongress gewählt, wo er am 4. März 1933 die Nachfolge von William R. Eaton antrat. Nachdem er bei den folgenden Wahlen jeweils in seinem Amt bestätigt wurde, konnte er bis zu seinem Tod am 9. Dezember 1943 im Kongress verbleiben. Im Jahr 1933 gehörte er zu den Kongressabgeordneten, die das Amtsenthebungsverfahren gegen den Bundesrichter Harold Louderback einleiteten und führten. Nach seinem Tod fiel sein Abgeordnetenmandat nach einer Nachwahl an Dean M. Gillespie.